# الجبهة الليبية الوطنية الديمقراطية
الجبهة الليبية الوطنية الديمقراطية كانت منظمة سياسية ليبية معارضة. تأسست المنظمة في الولايات المتحدة في أغسطس 1980، انبثقت عن لجنة ليبيا الديمقراطية. انتخب الاجتماع التأسيسي لجنة مركزية واعتمد برامج المنظمة. صاغت المنظمة عبارة «الديمقراطية الوطنية» التي تعني حماية حقوق الطبقات الفقيرة والمتوسطة، والاستقلال الوطني المطلق، ووسائل الحكم الديمقراطية. كان لبعض أعضائها توجه أيديولوجي ماركسي. بالمقارنة مع جماعات المعارضة الليبية الأخرى في ذلك الوقت، كانت الجبهة تتمتع بدرجة عالية من الاتساق الأيديولوجي والتنظيمي. أصدرت المنظمة جريدة الوطن بشكل منتظم. صدر العدد الأول من الصحيفة في سبتمبر 1980.
كان لدى المنظمة عدد قليل جدًا من الأعضاء، ولم يتعدى نطاقها الأساسي التأسيسي. ولم توسع نشاطها داخل ليبيا. وكان من بين الأعضاء الرئيسيين الدكتور عبد الرحيم صالح والدكتور علي الترهوني ومحمود شمام (اعتبارًا من عام 2011 رئيس الإعلام بالمجلس الوطني الانتقالي الثائر) وأسامة إندار وحسين درناوي ومحمد ديربي وصلاح المغربي وفتحي البعاج والسنوسي شالية ومحمد ملحوف وحسن الأشهب وغيرهم. دعت الجبهة إلى التعبئة الشعبية وبالتالي خلق وعي ثوري ضروري لمواجهة حكومة القذافي. أدانت المنظمة جميع أشكال الاستغلال والإقطاع، ودعت إلى الدفاع عن مصالح القطاعات المضطهدة.
ترك بعض الأعضاء الجبهة وانضموا إلى جهود توحيد المعارضة الليبية خلف الرائد عبد المنعم الهوني. شاركت الجبهة في المؤتمر العام للقوى الديمقراطية الوطنية في جنيف في نوفمبر 1992. ولم توقع على المجهود الذي أدى إلى الانقلاب الفاشل الذي انطلق من الجزائر. ظل الأعضاء الأساسيون نشيطين حتى سقوط حكومة القذافي في عام 2011. وكان السيد درناوي قد سجن لمدة أربعة أشهر من قبل حكومة القذافي من منتصف مارس حتى منتصف يونيو 2011. السيد إندار هو مؤسس إحدى المنظمات السياسية في فترة ما بعد القذافي ومقرها طرابلس (الجبهة الوطنية الديمقراطية).